# Parafia św. Brata Alberta w Starachowicach
Parafia św. Brata Alberta w Starachowicach – parafia rzymskokatolicka w Starachowicach, należąca do dekanatu Starachowice-Północ w diecezji radomskiej.

## Historia
Parafia została erygowana 1 grudnia 1984 przez ks. biskupa Edwarda Materskiego.

## Kościół
Kościół pod wezwaniem św. Brata Alberta w Starachowicach, według projektu arch. Zbigniewa Grządzieli i konstruktora Bogdana Cioka, został zbudowany z ofiar wiernych w latach 1988–1995. W 1995 poświęcił go bp Edward Materski. Jest świątynią dwupoziomową, zbudowaną z cegły czerwonej i kamienia.

## Zasięg parafii
Do parafii należą wierni ze Starachowic, mieszkający przy ulicach: Bema, Botanicznej, Dalekiej, Dobrej, Doktorskiej, Dolnej, Duboisa, Działkowej, Klonowej, Łąkowej, 1 Maja, Malinowej, Mickiewicza, Mieszała, Miłej, Nadrzecznej, Nasiennej, Nauczycielskiej, Nowej, Perłowej, Piastowskiej, Pieszej, Pochyłej, Pogodnej, Przechodniej, Przekopowej, Radosnej, Skłodowskiej, Spokojnej, Stalowej, Stromej, Strzelnica, Szerokiej, Wąchockiej, Wąwóz, Wylotowej, Zdrojowej, Źródlanej i Żurawia.

## Proboszczowie
- ks. kan. Jan Wojtan (1983–1997)
- ks. kan. Jan Szerszyński (1997–2009)
- ks. kan. Andrzej Głogowski (od 2009)